# NGC 7446
NGC 7446 је елиптична галаксија у сазвежђу Андромеда која се налази на NGC листи објеката дубоког неба.
Деклинација објекта је + 39° 5' 0" а ректасцензија 22h 59m 28,9s. Привидна величина (магнитуда) објекта NGC 7446 износи 14,2 а фотографска магнитуда 15,2. NGC 7446 је још познат и под ознакама CGCG 515-17, NPM1G +38.0474, PGC 70185.